# Arbora & Ausonia
Arbora & Ausonia és una empresa dedicada a la fabricació i comercialització de productes absorbents als mercats d'higiene infantil i familiar, higiene femenina i d'incontinència d'adults.

## Història
Arbora Holding (empresa fundada el 1968) i Ausonia (nascuda el 1977) es fusionen el 1998 per crear Arbora & Ausonia, donant lloc a una empresa capdavantera al mercat ibèric del sector de la cura i la higiene personal. Actualment Arbora & Ausonia està participada en un 50% per Procter & Gamble, companyia multinacional de productes de consum, i en un altre 50% pel grup Agrolimen, holding nacional de projecció internacional, amb lideratge en el sector de l'alimentació.
L'activitat d'Arbora & Ausonia es desenvolupa a Espanya i Portugal, amb oficines a Barcelona (seu de les oficines centrals) i a Oeiras. Actualment té gairebé 1.300 empleats distribuïts entre les seves oficines i les seves plantes. La planta d'Arbora & Ausonia a Xixona és la indústria de la província d'Alacant amb un nombre més gran de treballadors, ja que ocupa 500 persones. La planta també ha augmentat considerablement la seva superfície, en passar dels 2.600 metres quadrats de fa trenta anys als 59.500 metres quadrats actuals. Arbora & Ausonia, propietat al 50% de la família Carulla (Grup Agrolimen) i de la multinacional Procter & Gamble, posseeix dues plantes més a Mequinensa i Montornès del Vallès.

## Marques i productes
- Bolquers infantils i tovalloletes Dodot, Kandoo i Charmin
- Compreses i protectors Evax i Ausonia
- Tampons Tampax
- Productes per a la incontinència Ausonia Evolution, Lindor i Salvacamas

## Responsabilitat Social Corporativa
Arbora & Ausonia, a través de les seves marques, divulga informació d'utilitat per a la societat relacionada amb la salut en les diverses etapes de la vida de les persones, col·labora amb especialistes i professionals de diferents àmbits i duu a terme projectes com ara “L'adolescència i tu”, juntament amb el Grup de Ginecologia de la Infància y l'Adolescència, constituït dins del marc de la Societat Espanyola de Ginecologia i Obstetrícia (SEGO), societat amb la qual ha desenvolupat l'Observatori de Salut Íntima de la Dona.
Altres acords i campanyes
- Acord de col·laboració de Dodot amb Unicef
- Campanya contra el càncer de mama d'Ausonia i l'Associació Espanyola Contra el Càncer (AECC)
- Conveni de col·laboració amb la Creu Roja[2]